# Vila Verde
Vila Verde es una villa portuguesa perteneciente al distrito de Braga, región estadística del Norte (NUTS II) y comunidad intermunicipal del Cávado (NUTS III), con cerca de 3800 habitantes.
Es sede de un municipio con 227,20 km² de área y 46 446 habitantes (2021), subdividido en treinta y tres freguesias. El municipio limita al norte con el municipio de Ponte da Barca, al este con Terras de Bouro, al sureste con Amares, al sur con Braga, al oeste con Barcelos y al noroeste con Ponte de Lima.

## Demografía
| Gráfica de evolución demográfica de Vila Verde entre 1864 y 2021 |
|                                                                  |
| Datos según el nomenclátor publicado por el INE portugués.       |

## Organización territorial
El municipio de Vila Verde está formado por treinta y tres freguesias:
- Aboim da Nóbrega e Gondomar
- Atiães
- Cabanelas
- Carreiras (São Miguel) e Carreiras (Santiago)
- Cervães
- Coucieiro
- Dossãos
- Escariz (São Mamede) e Escariz (São Martinho)
- Esqueiros, Nevogilde e Travassós
- Freiriz
- Geme
- Laje
- Lanhas
- Loureira
- Marrancos e Arcozelo
- Moure
- Oleiros
- Oriz (Santa Marinha) e Oriz (São Miguel)
- Parada de Gatim
- Pico
- Pico de Regalados, Gondiães e Mós
- Ponte
- Prado (São Miguel)
- Ribeira do Neiva
- Sabariz
- Sande, Vilarinho, Barros e Gomide
- Soutelo
- Turiz
- Vade
- Valbom (São Pedro), Passô e Valbom (São Martinho)

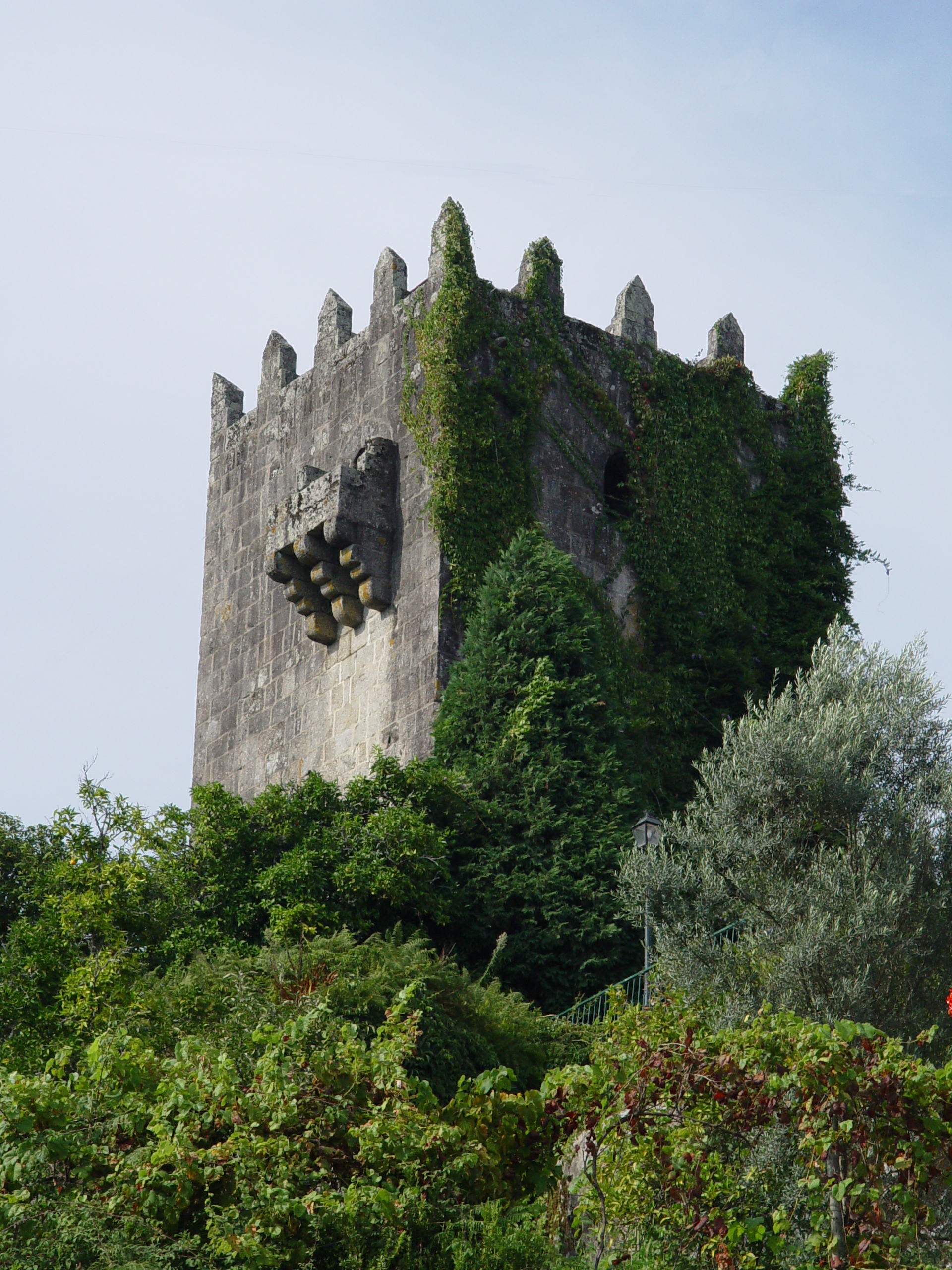
Torre de Penegate.

- Valdreu
- Vila de Prado
- Vila Verde e Barbudo